# Міжгірський район
Міжгі́рський райо́н (до 1953 року Волівський округ, Волівська округа) — колишня адміністративно-територіальна одиниця, що була розташована у північно-східній частині Закарпатської області. Міжгірський район лежав у центрі Українських Карпат. Площа становила району 1166 км², у ньому проживало майже 49,2 тис. осіб у 44 населених пунктах, які були об'єднані в 22 сільські та 1 селищну раду. Район межував з Львівською та Івано-Франківською областями та п'ятьма іншими районами Закарпатської області: Воловецьким, Свалявським, Іршавським, Хустським, Тячівським. Районний центр був розташований у смт Міжгір'я. Понад 99 відсотків населення району — українці. Ліквідований у липні 2020 року, у зв'язку з проведенням адміністративно-територіальної реформи та включений до складу новоутвореного укрупненого Хустського району, до якого також увійшли частини колишніх Хустського, Свалявського та Іршавського районів

## Географія
Район був розташований у помірному кліматичному поясі. Позитивна щомісячна температура утримується з другої половини квітня по першу декаду жовтня. Тривалість періоду з температурою вище 10 °C становить 135—155 днів. Зима помірно морозна, сніжна і довга, триває до 5—5,5 місяця, максимальна температура взимку буває — 32—35 °C.
Річна кількість опадів досить велика й у зв'язку з цим і зниженим температурним режимом територія гірського району характеризується надмірним зволоженням. Більше половини території (66 %) вкрито лісами, сільськогосподарські угіддя становлять 28 %, в тому числі рілля — всього 6,9 %. Ліси Міжгірщини надані в постійне користування державному підприємству «Міжгірське лісове господарство», лісогосподарському підприємству «Міжгір'ядержспецлісгосп» та національному природному парку «Синевир» За породами лісотвірних видів найбільша територія бука — 50 % та смереки — 34 %.
Район багатий цілющими мінеральними джерелами, яких у районі близько 50. Найвідоміші з них — Соймівське, Келечинське, Вучківське, Верхньобистрянське та Колочавське. Майже в кожному селі на Міжгірщині є невеликі джерела мінеральної води. Зокрема, місцеві жителі села Річка налічують до 12 таких джерел.
Поряд з санаторієм працює українсько-німецьке підприємство «Сойми-ЛТД» із розливу мінеральної води. Розлив води з Колочавського родовища здійснює підприємство «Бінако».
Територія району багата водними ресурсами. Найбільші річки району — Ріка та Теребля. На відстані 10 км від с. Колочава розташоване штучне Тереблянське водосховище Теребле — Ріцької ГЕС, яке є місцем літнього відпочинку жителів району та гостей нашого краю.
Гордість Міжгірщини — Синевирське озеро. Ця водна перлина лежить на висоті 989 метрів над рівнем моря. Озеро виникло внаслідок гірського обвалу в давні часи. Неподалік від Синевирського озера розташований єдиний і унікальний у всій Європі музей лісу і сплаву на Чорній ріці. Тут можна побачити знаряддя праці лісорубів і плотогонів, їхні речі побуту, макети плотів тощо. Відвідувачі музею можуть дізнатися чимало цікавого про минуле і сучасне у розробці лісових багатств Карпат.
Ще одним визначним місцем Міжгірщини є Полонина Боржава чи Боржавський хребет. Цей гірський об'єкт знаний далеко за межами Закарпаття та України. Туристичний маршрут для піших туристів, велосипедистів, байкерів та джипів починається в с. Річка і проходить по полонині Боржава, по горах Кругла, Граб, Магура-Жиде, Гимба.

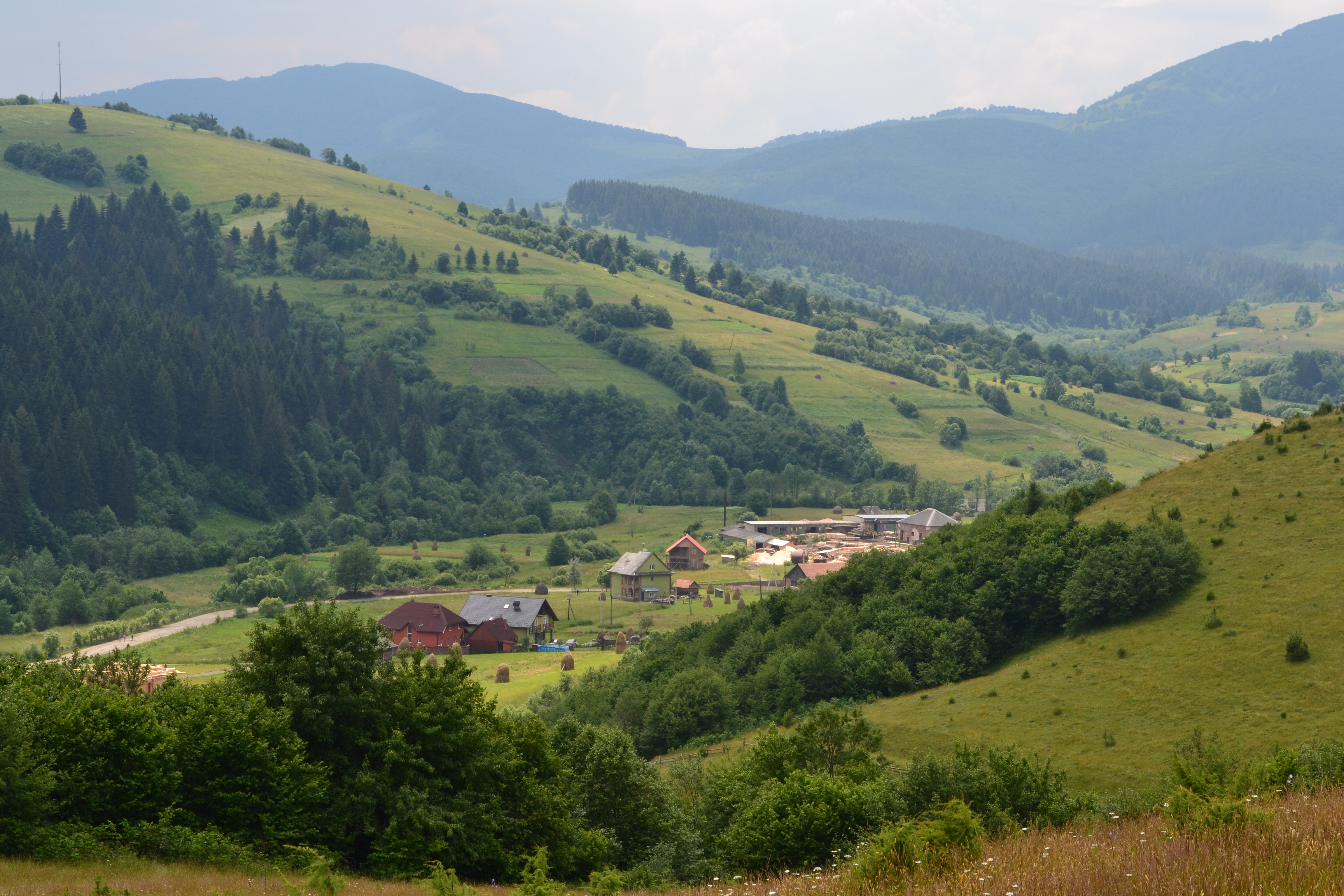
Вид на Полонину Боржава з с. Річка

Природні ресурси Міжгірського району багаті й різноманітні, що забезпечує діяльність різних галузей господарського комплексу в районі. Найбільшим багатством району є ліси. Вони займають 79 тис. гектарів, або близько 60 відсотків території району. Переважна частина це хвойні (ялина, ялиця), рідше це змішані ліси — хвойно-букові. Територія району — одна з найбільш екологічно чистих територій України. Відсутність екологічно шкідливих підприємств, значна площа заповідних територій сприяли збереженню природних екологічних систем. У районі є сировинні матеріали для дорожньо-будівельної галузі (пісковик, гравій), є незначні поклади торфу.
Кліматичні умови району надзвичайно сприятливі для рекреаційних і туристичних цілей завдяки мальовничим видам, цілющому повітрю і наявності перепаду висот (для гірськолижного туризму). Природа району — ландшафт, клімат, джерела мінеральних вод, гірське повітря — це ресурси, що мають великий потенціал для розвитку галузі туризму в цілому.
Майже половина території Міжгірського району належить до природно-заповідного фонду України. Район володіє значними природними ресурсами дикоростучих плодів і ягід. Щорічно в районі заготовлюється близько 120 тонн грибів, 40 тонн ягід.
Річки: Теребля, Озерянка, Канчовський.

## Історія
Вперше поселення на місці сучасного районного центру Міжгір'я згадується в історичних джерелах в 1415 році. В 1947 році радянська влада зробила село Волове окружним центром, а в 1953 році уже селище Волове через плутанину кореспонденції з сусіднім селищем Воловець було перейменоване у смт Міжгір'я. Відтоді ця назва використовується для означення районного центру.
25 травня 2014 року відбулися Президентські вибори України. У межах Міжгірського району було створено 49 виборчих дільниць. Явка на виборах становила — 59,19 % (проголосували 22 055 із 37 260 виборців). Найбільшу кількість голосів отримав Петро Порошенко — 59,54 % (13 131 виборців); Юлія Тимошенко — 16,81 % (3 707 виборців), Олег Ляшко — 7,63 % (1 683 виборців), Анатолій Гриценко — 3,74 % (824 виборців), Сергій Тігіпко — 3,42 % (754 виборців). Решта кандидатів набрали меншу кількість голосів. Кількість недійсних або зіпсованих бюлетенів — 1,40 %.

## Адміністративний устрій
Адміністративно-територіально район поділяється на 1 селищну раду і 22 сільські ради, які об'єднують 44 населені пункти та підпорядковані Міжгірській районній раді. Адміністративний центр — смт Міжгір'я.

## Населення
Динаміка чисельності населення
- 1970 — 46 968
- 1979 — 49 760
- 1989 — 50 555
- 2001 — 50 057
- 2014 — 48 100

Розподіл населення за віком та статтю (2001):
| Стать | Всього | До 15 років | 15-24 | 25-44 | 45-64 | 65-85 | Понад 85 |
| --- | ------ | ----------- | ----- | ----- | ----- | ----- | -------- |
| Чоловіки | 24 632 | 5813        | 3874  | 7897  | 4805  | 2181  | 62       |
| Жінки | 25 258 | 5415        | 3794  | 6944  | 5292  | 3689  | 124      |
| \| Статево-вікова піраміда \| Статево-вікова піраміда \| Статево-вікова піраміда \| \| ----------------------- \| ----------------------- \| ----------------------- \| \| Чоловіки \| Вік \| Жінки \| \| 62 \| 85 + \| 124 \| \| 122 \| 80-84 \| 265 \| \| 471 \| 75-79 \| 752 \| \| 695 \| 70-74 \| 1189 \| \| 893 \| 65-69 \| 1483 \| \| 1015 \| 60-64 \| 1485 \| \| 955 \| 55-59 \| 969 \| \| 1383 \| 50-54 \| 1302 \| \| 1452 \| 45-49 \| 1536 \| \| 1926 \| 40-44 \| 1791 \| \| 1907 \| 35-39 \| 1669 \| \| 1974 \| 30-34 \| 1732 \| \| 2090 \| 25-29 \| 1752 \| \| 2006 \| 20-24 \| 1798 \| \| 1868 \| 15-20 \| 1996 \| \| 2210 \| 10-14 \| 2036 \| \| 1959 \| 5-9 \| 1810 \| \| 1644 \| 0-4 \| 1569 \| |        |             |       |       |       |       |          |
| Статево-вікова піраміда |        |             |       |       |       |       |          |
| Чоловіки | Вік    | Жінки       |       |       |       |       |          |
| 62 | 85 +   | 124         |       |       |       |       |          |
| 122 | 80-84  | 265         |       |       |       |       |          |
| 471 | 75-79  | 752         |       |       |       |       |          |
| 695 | 70-74  | 1189        |       |       |       |       |          |
| 893 | 65-69  | 1483        |       |       |       |       |          |
| 1015 | 60-64  | 1485        |       |       |       |       |          |
| 955 | 55-59  | 969         |       |       |       |       |          |
| 1383 | 50-54  | 1302        |       |       |       |       |          |
| 1452 | 45-49  | 1536        |       |       |       |       |          |
| 1926 | 40-44  | 1791        |       |       |       |       |          |
| 1907 | 35-39  | 1669        |       |       |       |       |          |
| 1974 | 30-34  | 1732        |       |       |       |       |          |
| 2090 | 25-29  | 1752        |       |       |       |       |          |
| 2006 | 20-24  | 1798        |       |       |       |       |          |
| 1868 | 15-20  | 1996        |       |       |       |       |          |
| 2210 | 10-14  | 2036        |       |       |       |       |          |
| 1959 | 5-9    | 1810        |       |       |       |       |          |
| 1644 | 0-4    | 1569        |       |       |       |       |          |

Національний склад населення району за переписом 2001 року
| національність | чисельність | частка |
| -------------- | ----------- | ------ |
| українці       | 49453       | 99,1 % |
| росіяни        | 245         | 0,5 %  |
| цигани         | 118         | 0,2 %  |
| білоруси       | 15          | 0,0 %  |
| угорці         | 8           | 0,0 %  |
| німці          | 6           | 0,0 %  |

## Культура

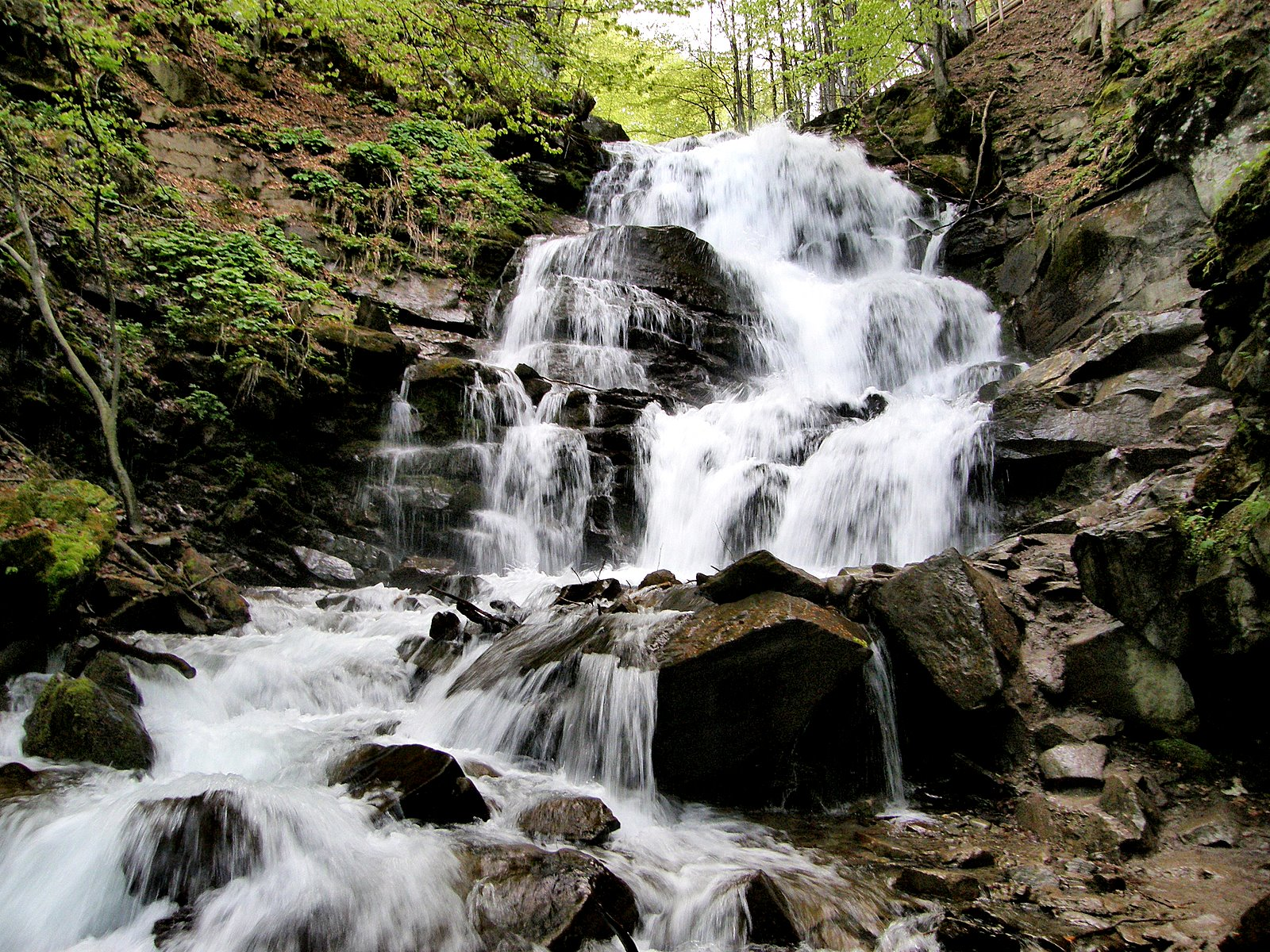
Водоспад Шипіт

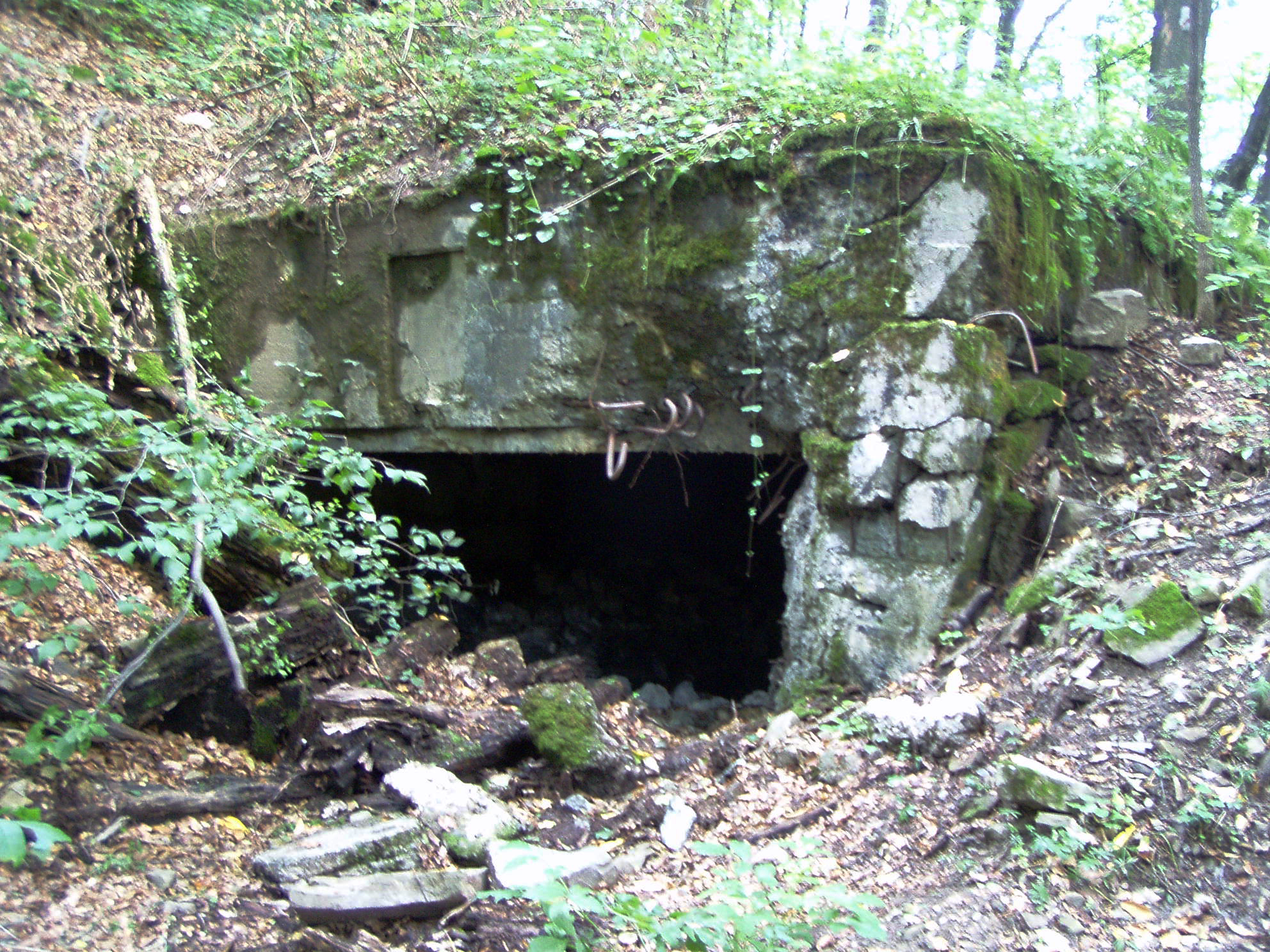
Бункер лінії Арпада біля Жорнави

На території району нараховується 14 старовинних церков — пам'яток архітектури. Всі вони побудовані в період XVIII—XIX століть. Найстаріша з них — Миколаївська церква та дзвіниця в с. Подобовець. Вона побудована в 1751 році. У Введенській церкві (1759 р.) в с. Розтока збереглися фрагменти іконостасу XVII століття, а ікона Благовіщення датується 1709 роком.
Серед інших слід виділити церкву Різдва (1780 рік) в с. Пилипець, Миколаївську церкву та дзвіницю в с. Присліп, Святодухівську церкву та дзвіницю в с. Колочава.
До історично-архітектурних пам'яток слід віднести і Лінію Арпада. Це оборонна споруда часів Другої світової війни, значна частина якої збереглася в межах Тереблянської долини району.
В галузі культури та мистецтва району проводиться робота з виконання Указів Президента України «Про невідкладні заходи щодо розвитку бібліотек», «Про державну підтримку клубних установ», районних Програм «Про поповнення бібліотечних фондів на період до 2005 року», «Про Програму паспортизацію в районі пам'яток археології та архітектури національного і місцевого значення», «Про Програму збереження культових споруд — пам'яток дерев'яної архітектури району на 2004–2010 роки» та інших законодавчих документів щодо роботи галузі культури.
Нині в районі працює центральна районна бібліотека, районна дитяча бібліотека ім. В. С. Ґренджі-Донського, районний Будинок культури, дві дитячі музичні школи, 37 бібліотечних та 32 клубні установи у сільській місцевості.

## Персоналії
В Міжгір'ї народився поет, публіцист, громадський діяч В. С. Ґренджа-Донський, лауреат Шевченківської премії поет Петро Скунць, молодий науковець, письменник Михайло Рошко, поет Олексій Янчик — уродженець Верхнього Студеного, прозаїки: Василь Тарчинець, Андрій Дурунда народилися в Рекітах , письменники Володимир Фединишинець та Юрій Бряник родом з Репинного, професор зав. відділенням давньої української літератури інституту літератури ім. Т. Г. Шевченка Національної академії наук України Олексій Мишанич з Верхнього Студеного, зав.кафедрою філософії України педагогічної Академії м. Стаханов професор Михайло Шегута з Вучкового, доктор філологічних наук Микола Зимомря з Голятина, звідси і доктор філологічних наук УжДУ Михайло Сюсько, з Ізок декан факультету романо-германської філології УжДУ Степан Бобинець та зав.кафедрою російської філології Іван Сенько, виходець з Міжгір'я доктор історичних наук Микола Вегеш. Голова Центрвиборчкому Михайло Рябець народився в Пилипці.